# Oswaldo Piazza
Oswaldo José Piazza (Buenos Aires, 6 april 1947) is een Argentijns voormalig voetballer. Hij was onder andere actief bij de clubs AS Saint-Étienne, AS Corbeil-Essonnes en Vélez Sársfield. Als centrale verdediger was hij een belangrijke speler in het topteam van AS Saint-Étienne in de jaren 70. Na zijn carrière als speler werd hij voetbaltrainer.

## Erelijst

### Speler
- Landskampioen Frankrijk (3) : 1974, 1975, 1976
- Franse Beker (3) : 1974, 1975, 1977
- Halvefinalist in de Champions League : 1975
- Finalist in de Champions League : 1976
- Sélecties voor het Argentijns voetbalelftal : 15
- Beste buitenlandse speler van het jaar in Frankrijk : 1975

### Trainer
- Landskampioen Argentinië : 1995 en 1996
- Landskampioen Paraguay : 1993
- Landskampioen Peru : 1998
- Supercopa Sudamericana : 1996